# Do 야 love me?
《Do 야 love me?》는 2003년 8월 22일에 MBC에서 방영한 베스트극장이다.

## 등장 인물

### 주요 인물
- 류덕환 : 윤경 역

### 주변 인물
- 이계인 : 윤경의 아버지 역
- 임예진 : 윤경의 어머니 역
- 자두 : 윤희 역 - 윤경의 누나
- 박세영 : 윤주 역 - 윤경의 동생
- 이애정 : 민지 역
- 원미원 : 윤경의 할머니 역

### 그 외 인물
- 한태일 : 할아버지 역
- 이기영 : 선생님 역
- 이문수 : 시골 아저씨 역
- 박진하 : 혜연 역
- 박진용 : 인걸 역
- 김태언 : 재근 역
- 유치혁 : 불량 친구 1 역
- 정현우 : 불량 친구 2 역